# Club Cultural y Deportivo Águilas
El Club Deportivo Águilas es un equipo de fútbol profesional de Santo Domingo de los Colorados, Provincia de Santo Domingo de los Tsáchilas, Ecuador que se desempeña en la Segunda Categoría de Ecuador. Es el equipo con más títulos en la Segunda Categoría de Santo Domingo de los Tsáchilas.
Está afiliado a la Asociación de Fútbol No Amateur de Santo Domingo de los Tsáchilas.
El club cultural y Deportivo Águilas, es el más laureado en competiciones Barriales, así como también el que mayor victorias tiene en la historia de la liga. 

## Historia
Club Social y Deportivo Águilas, fundado el 24 de mayo de 1974, nacido en un popular barrio de Santo Domingo, la Cooperativa “Padres de Familia”. Reunidos en la casa de don Vicente Cuenca, un grupo de jóvenes se propuso organizar un equipo para jugar una competencia barrial, siendo cuatro veces campeón de Ligas Barriales. En 1994, Águilas por primera vez clasificó a la Primera Categoría Amateur de Pichincha, tuvo 3 participaciones en la famosa “Copa Pichincha”, años 2002, 2003 (Vicecampeón), y 2004 en la que se proclamó campeón del torneo, y ascendió a Segunda Categoría Profesional.

En el ámbito de Segunda Categoría Profesional; en el año 2007 Águilas fue Vicecampeón del Provincial de Pichincha, siendo el Campeón Independiente José Terán. En el año 2008 debido a la provincialización de Santo Domingo de los Colorados nace la Asociación de Fútbol No Amateur de Santo Domingo de los Tsáchilas, y se realiza el primer torneo Provincial de Segunda Categoría, desde ese año a nivel provincial son octacampeones invictos tras haber ganado los campeonatos 2008, 2009, 2010, 2011, 2012, 2013, 2014, y 2015; representando a la provincia Tsáchila en los diferentes zonales de Ascenso.
El equipo volador ha sido un semillero donde se han formado deportistas para distintos equipos, por el han pasado futbolistas conocidos como: Álex George, Joffre Pachito, Manuel Cotera, Alberto Capurro, Jorge Chávez, Ramiro Onofre Mejía, Moisés Cuero, Fulton Francis, Kelvin Castro, Cristian Arana, Deny Giler, Renato Cedeño, Francisco Gómez Portocarrero, Javier Jaramillo, Melinton Guerrero, José Chávez, César Moreira, Héctor Segura, Víctor Macías, Christian Valencia, Elson Peñarrieta, John Cagua, Walter Zea, Jaime Iván Kaviedes, entre otros.

### 2009
En el 2009 se arma un equipo para ascender, Alberto Capurro, Víctor Macías, Fulton Francis, Renato Cedeño, Deny Giler, José 'Pepe' Chávez, César Moreira, Kelvin Castro y Jorge Chávez como máximas figuras.

### 2010
En el 2010 estuvieron muy cerca de lograr el ascenso, los goles a favor los dejaron fuera ya que empató en puntos y Gol Diferencia con Deportivo Quevedo. El año pasado también clasificó a los hexagonales, cinco puntos lo alejaron del primer lugar.

### 2011
En este año él equipo llegó a los Hexagonales Finales, se encontraba en el Grupo A con Mushuc Runa, Cuniburo FC, Deportivo Macas, Fuerza Amarilla, y Alianza del Pailón; pero no se logró ascender.

### 2012
El 2012 al mando de Giovanny “El Pollo” Mera, se esperaba lograr el sueño de llegar a la Serie B, ya que tenían jugadores de gran nivel, como Cristian Arana, Jorge Chávez, Cristian “El Piquito" Valencia, Junior de la Cruz, Francisco Gómez Portocarrero, Hernán Navarrete, Álex George, Joffre Pachito entre otros, pero lastimosamente no se alcanzó el objetivo.

### 2013
En este año el club queda por sexta vez campeón de la Provincia, al mando del DT. José Peñarrieta se llegó hasta los zonales, casi logra entrar a los Hexagonales Finales debido a que por resultados de terceros no se pudo acceder.

### 2014

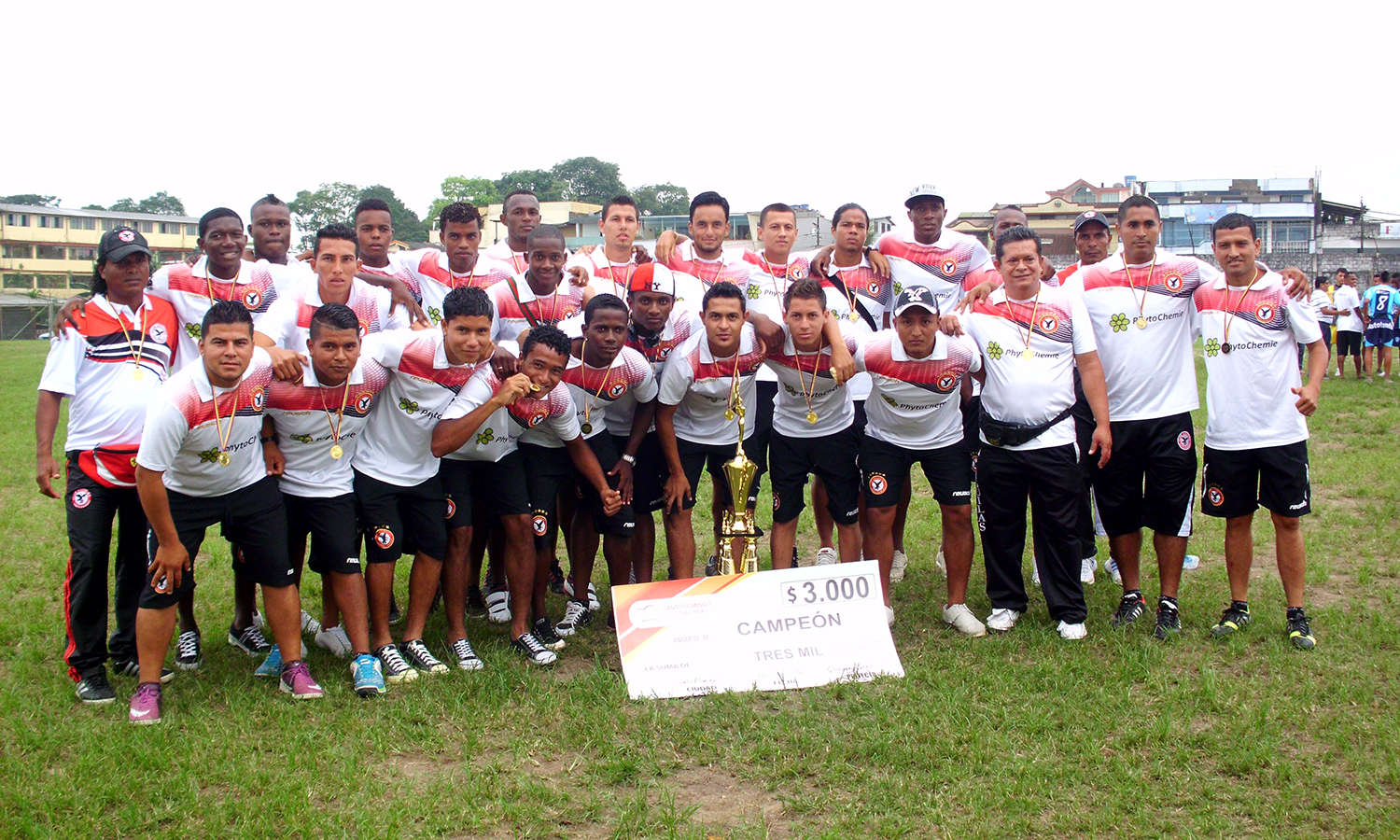
Águilas Campeón Provincial de Segunda Categoría 2014.

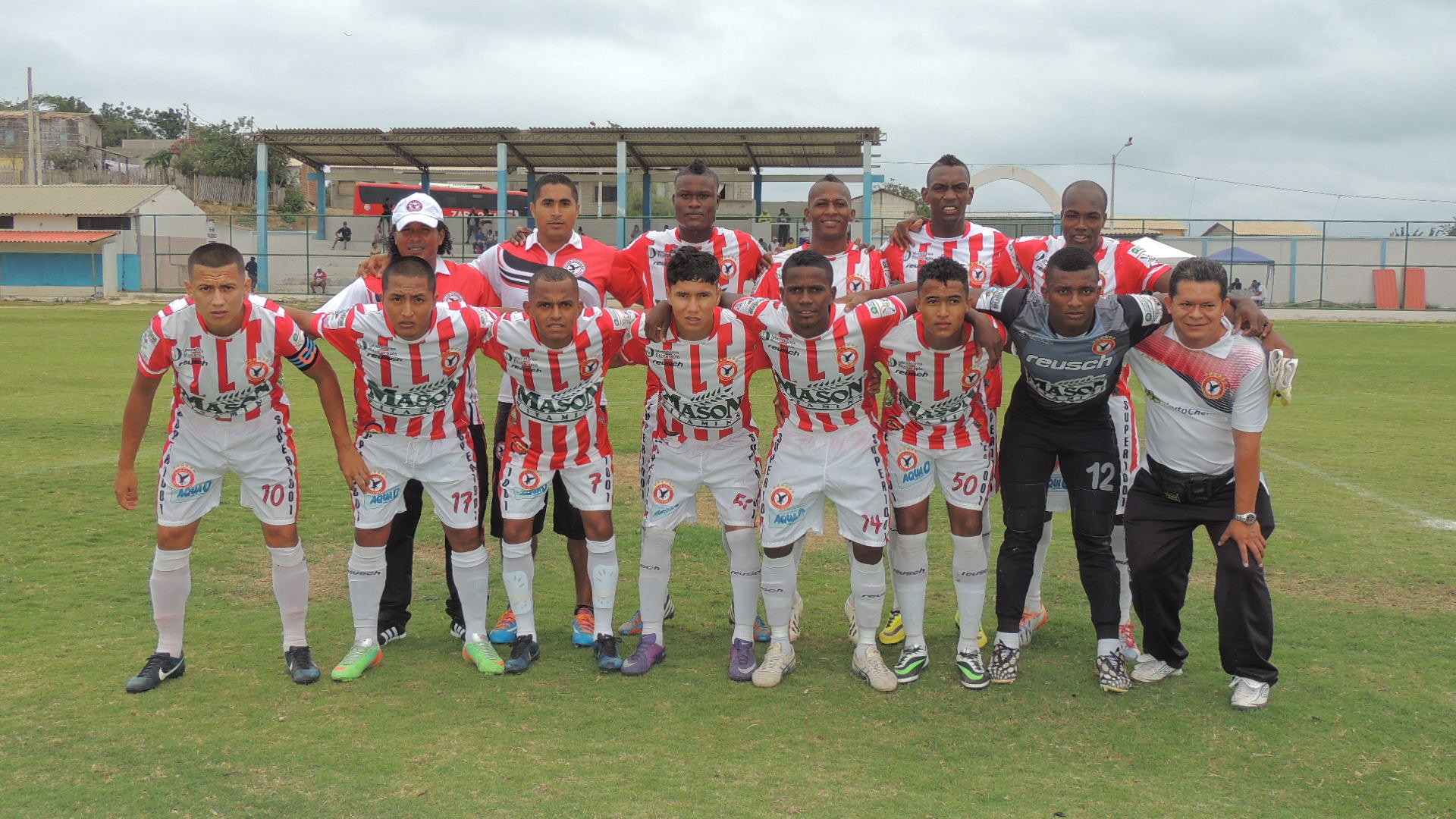
Imagen del Club Águilas en su visita a Anconcito, antes de jugar con 3E FC.

En este año el Equipo 'Volador' levanta la Copa del Torneo de Provincial de Segunda Categoría; bajo el mando del DT. Gilberto Quiñónez, se armó un equipo altamente competitivo para lograr el ansiado Ascenso, pero lamentablemente se llegó solo a los Zonales. El equipo "Volador" marchaba primero en la tabla de posiciones con 17 puntos +10 goles de diferencia, por 6 goles de diferencia lo distanciaba del segundo, y en la última fecha por resultados de terceros no logró rematar como primero.

## Estadio
El Estadio Olímpico de Santo Domingo es donde ejerce la localía Águilas, dicho escenario deportivo no pertenece al club, sino al Municipio de dicho cantón y a la Liga Deportiva Cantonal de Santo Domingo. Fue inaugurado el 3 de julio de 1993, y actualmente tiene capacidad para 13.000 espectadores.

## Uniforme
- Uniforme titular: Camiseta blanca con rayas rojas, pantalón blanco con vivos rojos, y medias blancas con dos líneas horizontales rojas.
- Uniforme suplente: Camiseta verde con una raya roja tipo V, pantalón y medias verdes con líneas con dos líneas horizontales rojas.

### Patrocinadores e indumentaria
La camiseta actual lleva la marca de Reusch, empresa Alemana de confección y distribución de accesorios deportivos; con la cual el club mantiene vínculo desde 2014 y el spónsor principal es la empresa ecuatoriana Comercializadora Jalea Real desde este 2015.[cita requerida]
| Período       | Proveedor |
| ------------- | --------- |
| 2006-2013     | Nor&Lu    |
| 2014-Presente | Reusch    |

| Período       | Patrocinador                |
| ------------- | --------------------------- |
| 2006-2008     | Sin Patrocinador            |
| 2009-2010     | Grant's Whisky              |
| 2012-2014     | Mason Vitamins              |
| 2015-Presente | Comercializadora Jalea Real |

## Goleadores históricos
Estos son los 7 jugadores que más goles anotaron con la camiseta de Águilas por partidos oficiales. Actualizado al 25 de noviembre de 2014.
| Posición | Nombre           | Carrera             | Goles |
| -------- | ---------------- | ------------------- | ----- |
| 1        | Jorge Chávez     | 2008-2012,2014      | 66    |
| 2        | Mario Gallegos   | 2010,2011,2014      | 51    |
| 3        | Javier Jaramillo | 2010,2011,2013,2014 | 39    |
| 4        | Alberto Capurro  | 2009                | 23    |
| 5        | Álex George      | 2011,2012           | 21    |
| 6        | Elson Peñarrieta | 2011-2013           | 13    |
| 7        | Alexi Quevedo    | 2013                | 11    |

## Jugadores destacados
| - Iván Kaviedes - Álex George - Joffre Pachito - Manuel Cotera - Alberto Capurro - Jorge Chávez - Onofre Mejía - Moisés Cuero - Fulton Francis - Cristian Arana - Deny Giler - Francisco Gómez Portocarrero - Javier Jaramillo - Elson Peñarrieta - José Chávez |  | - Melinton Guerrero - César Moreira - Héctor Segura - Víctor Macías - Christian Valencia - Jhon Cagua - Kelvin Castro - Walter Zea - Wagner Valencia |

## Palmarés

### Torneos provinciales
- Segunda Categoría de Santo Domingo de los Tsáchilas (9): 2008, 2009, 2010, 2011, 2012, 2013, 2014, 2015, 2018.
- Subcampeón de la Segunda Categoría de Santo Domingo de los Tsáchilas (1): 2020.

- Subcampeón de la Segunda Categoría de Pichincha (1): 2007.

### Torneos amistosos
- Copa Ing. Verónica Zurita (1): 2012[1]